# Felicja Pacanowska
Felicja Pacanowska (ur. 1907 w Łodzi, zm. 2002 w Rzymie, Włochy) – polska malarka i grawerka pochodzenia żydowskiego.

## Życiorys
Po ukończeniu gimnazjum w Łodzi rozpoczęła studia z zakresu malarstwa i rytownictwa w drewnie i miedzi w Szkole Sztuk Pięknych w Warszawie. Po ukończeniu studiów w 1932 wyjechała z Polski do Paryża, gdzie pierwsze trzy lata poświęciła nauce grafiki na Wydziale Grafiki w Luwrze. W 1935 odbyła podróż artystyczną podczas której odwiedziła Włochy i Niemcy, w 1936 wystawiała w Salonie Jesiennym w Paryżu. W 1937 przyjechała do Polski, gdzie wystawiała swoje obrazy i monotypie w Instytucie Propagandy Sztuki w Łodzi, nie wiedziała, że podczas tego pobytu ostatni raz widzi swoich rodziców, którzy zginą podczas eksterminacji Żydów podczas II wojny światowej. Po powrocie do Paryża w 1937 roku związała się z École de Paris i pracowała nad pogłębieniem techniki wytrawiania. W czasie II wojny światowej była projektantką przemysłową w fabryce lotniczej. W 1942 udało się uciec z obławy Vel d'Hiv, do końca wojny ukrywała się żyjąc w niepewnych i niebezpiecznych warunkach. W 1944 dowiedziała się o śmierci swoich rodziców w Auschwitz, dokąd zostali przetransportowani z łódzkiego getta. W 1946 wyjechała do Włoch, aby studiować rzeźbę na Akademii Świętego Łukasza, rok później przerwała je i wróciła do Paryża, gdzie zajmowała się malarstwem i grafiką.

## Twórczość
Styl twórczości Felicji Pacanowskiej początkowo związany jest z ekspresjonizmem, następnie, zarówno w malarstwie i grafice przeszła w kierunku czystej abstrakcji, która zarówno w aspekcie kolorystyki jak i kompozycji była typowo kubistyczna. Francuska krytyczka sztuki Nadine Nieszawer przyczynę tej zmiany w twórczości upatruje w przeżyciach wojennych, zwróciła też uwagę, że to po II wojnie światowej artystka zwróciła się w stronę czystej abstrakcji.
Prace Felicji Pacanowskiej znajdują się zarówno we Francji, jak i we Włoszech, gdzie otrzymała dwie nagrody. Jej prace zostały na nowo odkryte i uznane przez krytyków sztuki około 1954, po raz kolejny zwróciła na siebie uwagę wystawiając w Salonie des Réalités Nouvelles w 1962, który był wówczas głównym wydarzeniem artystycznym w Paryżu. Prace te były prezentowane we Francji, a także w muzeach europejskich.

## Wystawy

### Wystawy indywidualne
- Galerie Redfern Londyn, 1937;
- Muzeum Izraela, Jerozolima, 1953;
- Galerie Gérard Mourgue, Paryż, 1960;
- Galerie Vendôme, Paryż, 1973;
- Centre d'art et de culture de l'Espace Rachi, Paryż, 2005.

### Wystawy zbiorowe
- Salon Jesienny, Paryż, 1936;
- Instytut Propagandy Sztuki, Łódź, 1937;
- Quadriennale de Rome, 1948, 1952;
- Mostra internazionale del Ritrato, Centro delle arte Quo Vadis, Fondazione Romane Marchesa J.S. Umiatowska, Rzym, 1955;
- Salon Comparaisons, Paryż, 1955, 1956, 1957, 1958, 1959 1976, 1978, 1980, 1982;
- Salon Niezależnych, Paryż, 1959;
- Salon des réalités nouvelles, Paryż, 1962;
- Biennale internationale de gravure, Tokyo, 1962;
- Salon de Mai, Paryż, 1962, 1974, 1979, 1980, 1981, 1982;
- Salon La jeune gravure contemporaine, Paryż, 1963;
- L'estampe contemporaine, Bibliothèque nationale de France, Paryż, 1973;
- Union des femmes peintres et sculpteurs, Paryż, 1979;
- Salon Le Trait, Paryż i Bordeaux, 1979, 1980, 1982;
- Groupe 109, Paryż, 1983;
- De Bonnard à Baselitz, dix ans d'enrichissements du Cabinet des estampes, Bibliothèque nationale de France, Paryż, 1992;
- Autobiografia: recluse of history, Art & Soul Gallery, Bombaj, 2013.

## Nagrody
- Prix de Viareggio, 1954;
- Prix Amedeo Modigliani, Livorno, 1956.